# 奧蘭多·卡布雷拉
奧蘭多·路易斯·卡布雷拉（Orlando Luis Cabrera，1974年11月2日—）出生在哥倫比亞的卡塔齊那(Cartagena)。曾是一名美國職棒大聯盟的游擊手，是一名右投右打的球員。他的哥哥霍伯特·卡布雷拉(Jolbert Cabrera)過去曾是大聯盟的外野手。

## 棒球生涯

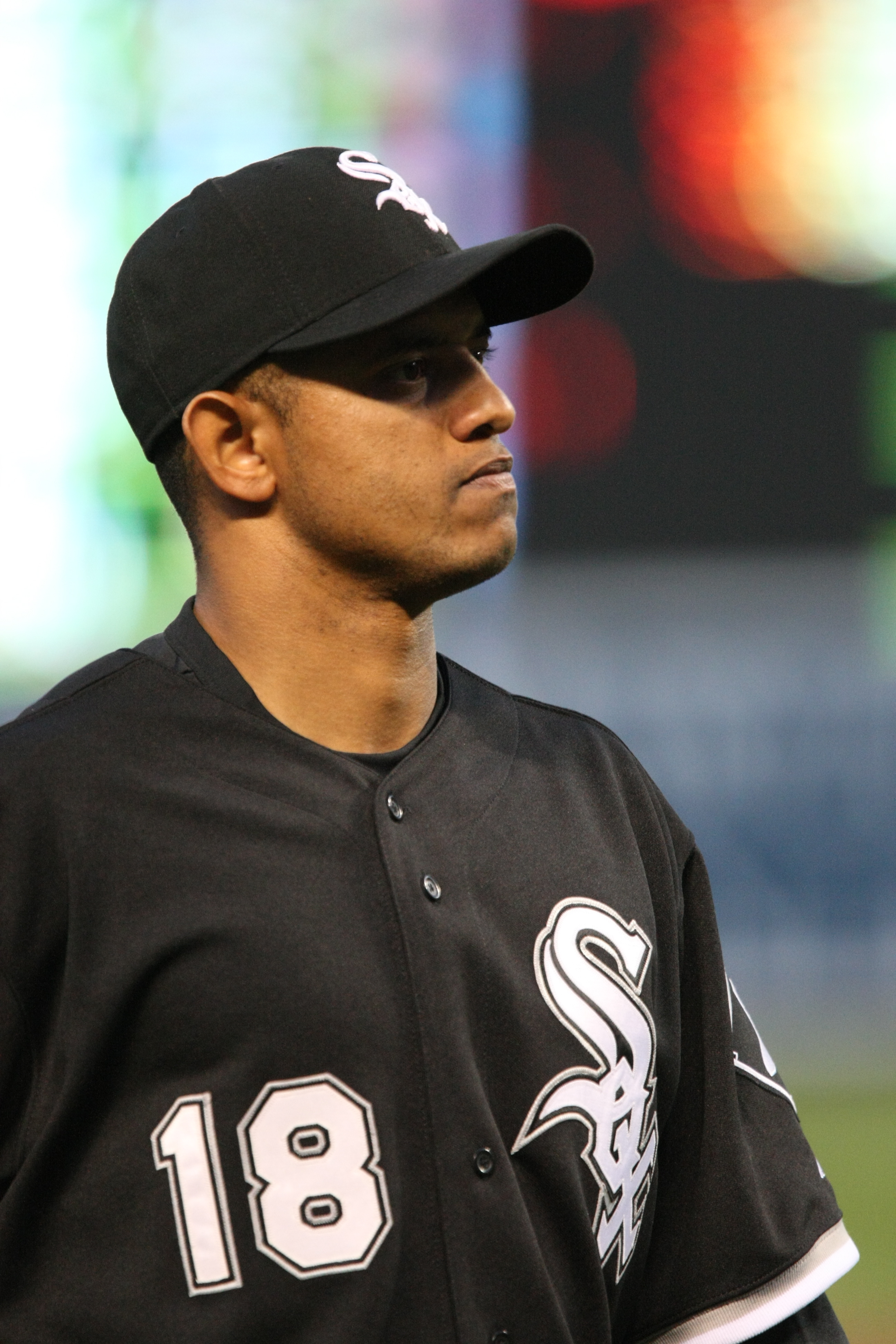
奥兰多·卡布雷拉

在打擊區的時候，卡布雷拉是一名卓越的平飛球打者，偶而能把球打出全壘打牆外。他的盜壘能力也十分優秀，此外，他也會憑藉著本身在速度方面的優勢積極進壘，用腳程在擊出安打時多推進一個壘包。
卡布雷拉也是公認當今最佳游擊手之一，他在游擊防區的移動非常敏捷，往二壘和三壘皆然。接球的技巧出色，傳球的臂力強勁。他是2001年國家聯盟游擊金手套獎的得主。2003年時，他在國家聯盟游擊手打擊率、長打率、打點，以及盜壘成功率都高居第二。此外他是蒙特婁博覽會隊史上四位能整季全勤出賽162場的選手中，頭一個兩次達成這項紀錄的人。同時，這一年他的17支全壘打也是博覽會隊史上最多的紀錄。
2004年夏天，在7月底非讓渡名單交易（non-waiver trade）的最後期限，博覽會隊將卡布雷拉交易到波士頓紅襪隊，而卡布雷拉也以精采的表現讓波士頓的球迷忘了他們在一項四隊的交易中失去了超級明星游擊手諾馬·賈西亞帕拉的痛苦與憤怒，卡布雷拉在波士頓的58場比賽打出了.294的打擊率、6支全壘打，以及31分打點。卡布雷拉在游擊區的穩定防守也讓紅襪隊的投手獲得很大的幫助。紅襪隊在這項交易中也從明尼蘇達雙城隊得到道格·明凱維茲(Doug Mientkiewicz)這名一壘手，不但增強了紅襪隊的內野防守，也讓球隊更有活力。在這項交易後，紅襪隊的戰績是42勝19敗，而交易前是56勝45敗，最後紅襪隊就靠著八九月的強勢表現，以外卡資格打進當年的季後賽。
「他是讓球賽完全改觀的人。」紅襪隊的王牌投手柯特·席林這樣描述卡布雷拉。
在2004年季後賽幫助紅襪拿下睽違86年之久的世界冠軍後，卡布雷拉以自由球員的身份和洛杉磯安那罕天使隊簽約，取代原本是天使球迷最愛的游擊手大衛·艾克斯坦。卡布雷拉在2005年球季靠著優異的守備演出，成功填補了艾克斯坦在天使球迷心中的地位。
卡布雷拉目前為止的生涯打擊率是.267，1151場出賽中，有84支全壘打、500分打點。他在游擊防區的5086次防守機會中演出1769次觸殺以及3204次助殺成功，而失誤僅只有113次，守備率.978。

## 生涯焦點
- 2001年國家聯盟游擊金手套獎。
- 兩次全聯盟出賽數最多（2001年、2003）。
- 2004年8月1日，在波士頓紅襪隊的第一個打數就擊出全壘打，是紅襪隊史上第八位達成這項紀錄的選手。
- 協助波士頓紅襪贏得2004年世界大賽冠軍，這是1918年以來紅襪隊的第一個世界冠軍。
- 2006年7月2日，卡布雷拉從三壘直接盜往本壘成功。這是1997年後天使隊球員第一次成功盜本壘。
- 2006年季初到季中，創下連續63場上壘的紀錄。這是史上第五長依靠安打、保送，或是觸身球上壘的連續場次紀錄，第一名是紅襪隊傳奇英雄泰德·威廉斯在1949年創下的84場（實際上第三名和第四名的紀錄也是威廉斯的，而第二名則是洋基隊的傳奇巨星迪馬喬，從他的連56場安打延伸成連續74場上壘）。不過威廉斯生涯有著史上最高的0.482的上壘率，他生涯僅有倒數第二個賽季的上壘率不到四成（0.372），由他保有這項紀錄並不稀奇；反觀卡布雷拉生涯的上壘率是0.317，甚至連一個達到0.372上壘率的賽季都沒有，能在這份榜單上佔據第五名更讓人驚訝。

## 暱稱
卡布雷拉有好幾個暱稱，來自媒體、隊友，以及球迷：
- O-Cab
- OC
- O-Dawg(通常是雷克斯·哈德勒這麼稱呼他)
- 游擊區巫師O.C.（The wizard of O.C.）

## 相關連結
- 奧蘭多·卡布雷拉在美國職棒官網（英语）
- 奧蘭多·卡布雷拉在Baseball-Reference.com（大聯盟）（英语）
- 奧蘭多·卡布雷拉在Baseball-Reference.com（小聯盟以及海外聯盟）（英语）
- 奧蘭多·卡布雷拉在ESPN（MLB）（英语）
- 奧蘭多·卡布雷拉在FanGraphs.com（英语）
- 奧蘭多·卡布雷拉在Retrosheet（英语）
- 奧蘭多·卡布雷拉在The Baseball Cube（英语）